# بارنيس أوزي
بارنيس أوزي (بالإنجليزية: Barnes Osei)‏ (8 يناير 1995 بأكرا في غانا - ) هو لاعب كرة قدم غاني في مركز الهجوم. لعب مع نادي أونياو دا ماديرا ونادي باسوش دي فيريرا.

## روابط خارجية
- بارنيس أوزي على موقع الاتحاد الأوربي (الإنجليزية)
- بارنيس أوزي على موقع قاعدة بيانات كرة القدم.إي يو (الإنجليزية)
- بارنيس أوزي على موقع Soccerway.com (الإنجليزية)
- بارنيس أوزي على موقع AS.com (الإسبانية)